# 松本笃史
松本篤史（日语：／ Matsumoto Atsushi，1988年3月24日—），日本男子摔跤运动员。他曾代表日本参加匈牙利布达佩斯举办的2018年世界摔跤锦标赛，获得男子自由式92公斤级铜牌。他也曾参加2010年亚洲运动会。